# Prusificación
Con el término "prusificación" (del Imperio), en alemán Verpreußung, se entiende la influencia de Prusia en tiempos del Imperio alemán. El estado federado prusiano fue la potencia hegemónica dentro de la confederación alemana desde el punto de vista de su peso electoral, su número de representantes entre las autoridades políticas, su superficie y su población.
El carácter prusiano se exportó a los otros estados alemanes. Durante el mandato del káiser Guillermo II, la influencia prusiana se vio reflejada cada vez con más fuerza en forma de un creciente militarismo. Especialmente en el sur de Alemania, el influjo prusiano no gozó de buena acogida, circunstancia que saldría a la luz en 1913 durante la llamada Crisis de Zabern. 
El Consejo de Control Aliado aseguró en 1947 que Prusia había sido "desde siempre el sostén del militarismo y la reacción en Alemania".